# Ponceuse

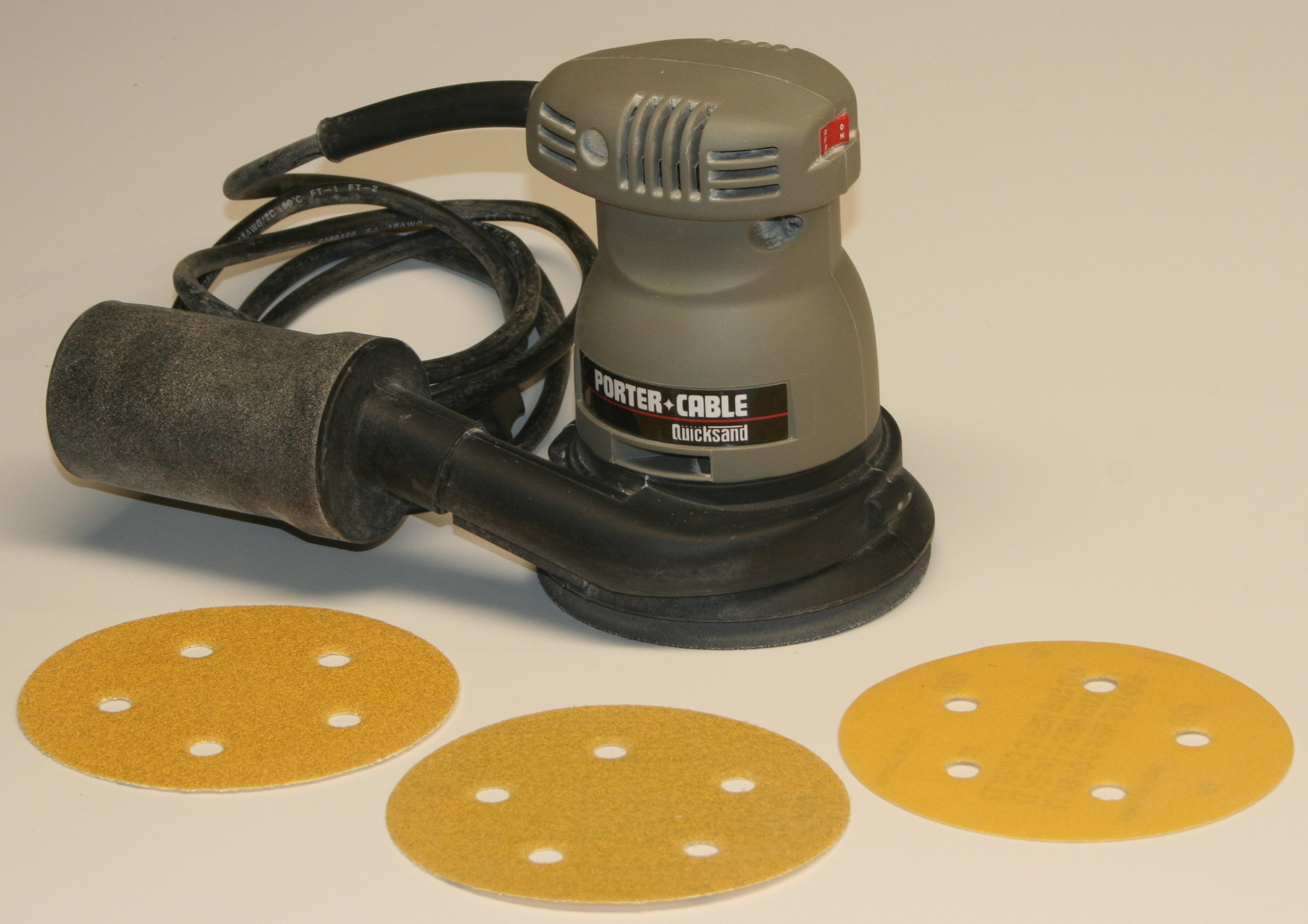
Ponceuse portative excentrique.

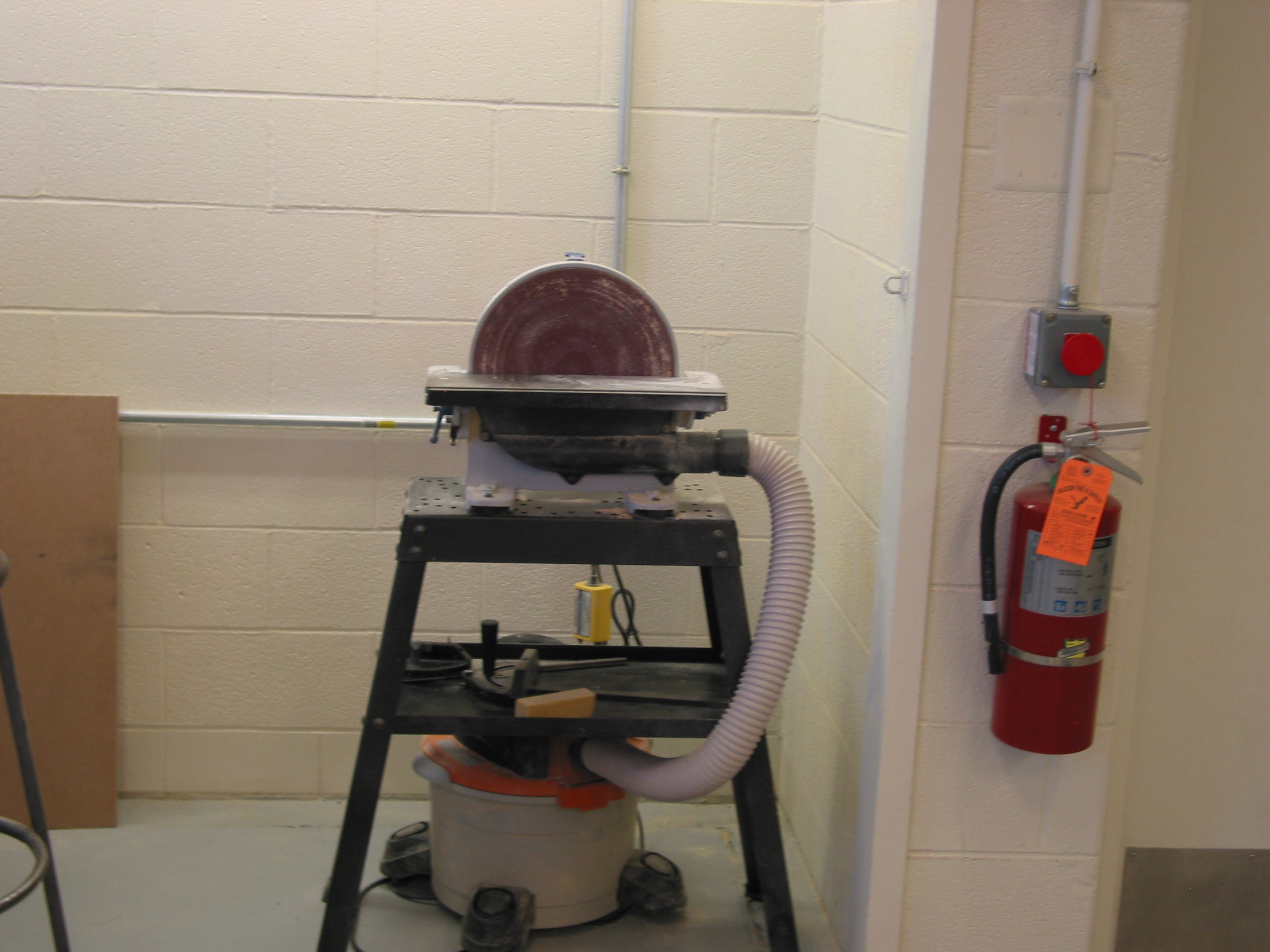
Ponceuse stationnaire à disque.

La ponceuse est une machine utilisée pour poncer une surface, c'est-à-dire pour la polir, la décaper ou modifier son état de surface.
Les plafonneurs l’utilisent pour polir les plafonds en prélude à la pose de nouveau revêtement. Les menuisiers sont parmi les artisans les plus fidèles à la ponceuse car ils s’en servent souvent pour égaliser la surface d’un meuble ou d’une porte.
Il existe plusieurs sortes de ponceuses :
- Les ponceuses portatives
  - Ponceuse orbitale
  - Ponceuse excentrique[1]
  - Ponceuse vibrante (classique ou triangulaire)
  - Ponceuse à bande
  - Ponceuse à ruban

- Les ponceuses stationnaires
  - Ponceuse contact
  - Ponceuse de chant
  - Ponceuse à disque[2]

Une souris de ponçage est un petit outil destiné à poncer dans les endroits difficiles.

## Ponceuse portative

### Ponceuse orbitale
La ponceuse orbitale est un type de ponceuse portative.
À l'instar de ses homologues, c'est un outil permettant de poncer et polir divers types de surface comme le bois, le métal ou encore le verre. Elle tire son nom directement de la forme sphérique du plateau de ponçage. Elle imprime un mouvement oscillatoire ou rotatif à un abrasif fixé sur elle (comme du papier de verre) ce qui lui permet d'enlever de la matière.
Ce type de machine est particulièrement adapté à des travaux de finition, à l'inverse des ponceuses à bande.
La ponceuse orbitale peut être équipé d'un bras télescopique, on parle alors de ponceuse girafe. Il ne faut surtout pas confondre la ponceuse orbitale avec la ponceuse excentrique.

### Ponceuse à bande

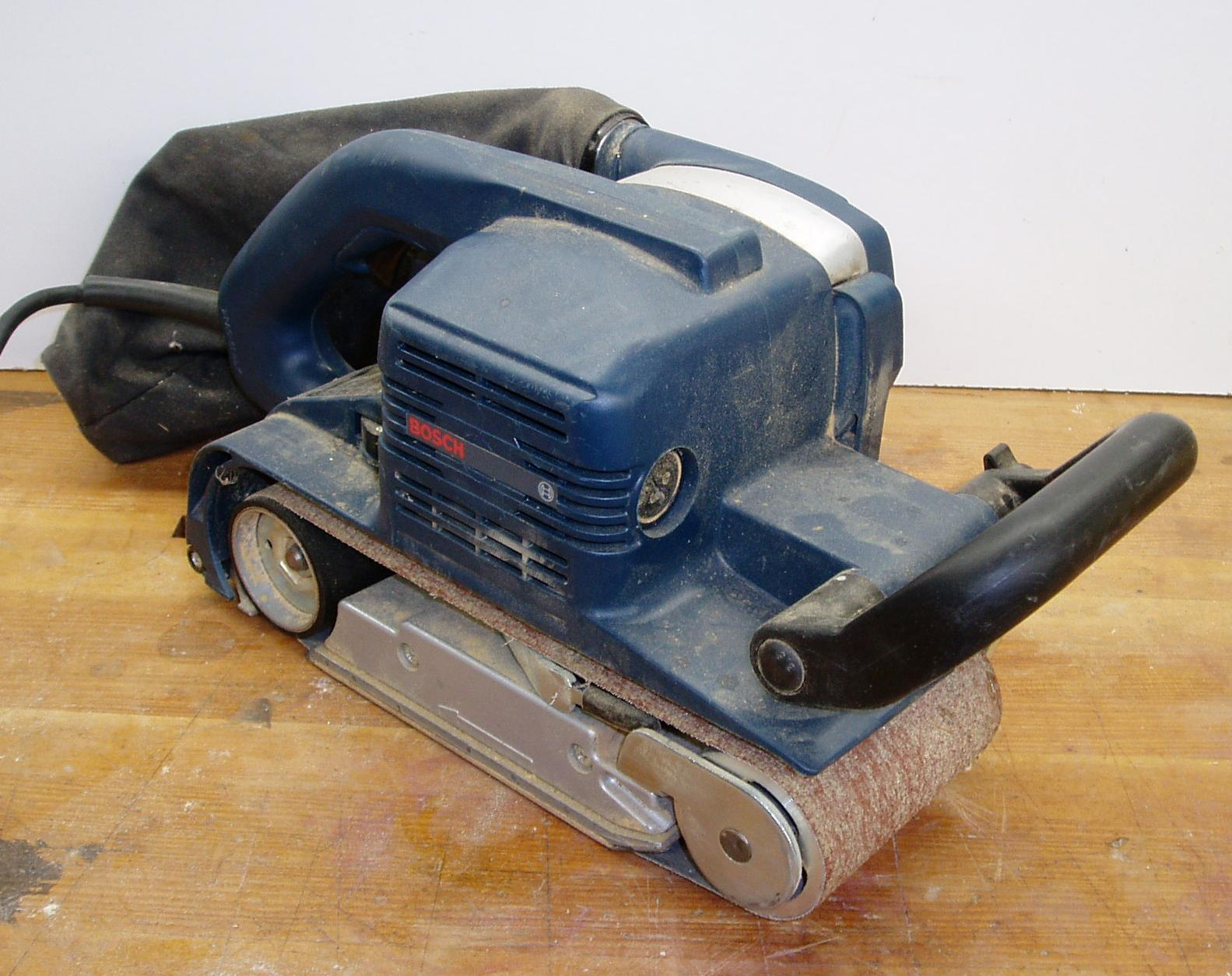
Une ponceuse à bande portative.

La ponceuse à bande est une machine qui est équipe d'un moteur qui entraîne une paire de rouleaux sur lesquels avance une bande sans fin de papier de verre. Elle est surtout utilisée pour les travaux de dégrossissage, puisqu'elle permet d’enlever beaucoup de matière à la fois.

## Ponceuse stationnaire
La ponceuse stationnaire, également appelée tank, est quant à elle une machine d'atelier. Elle est constituée d'une partie abrasive entrainée en rotation par un moteur électrique, posée sur un bâti à hauteur d'homme. Elle permet donc de poncer des objets de plus petite taille. Comme pour la version portative, plusieurs formes d'abrasifs existent.

### Ponceuse à disque
La ponceuse à disque se décline entre autres en tant que machine de plancher et en tant qu’unité, souvent plus petite, destinée à être déposée sur l’établi. Ce dernier type existe souvent en tant qu’outil combinant une ponceuse à disque et une ponceuse à ruban, toutes deux étant simultanément entraînées par le même moteur. On peut, par exemple, ajuster des coupes à angles avec des ponceuses à disque d’établi ou de plancher.
Il existe aussi des ponceuses à disque à main, qui sont utilisées principalement pour des travaux requérant un enlèvement rapide de la matière, un peu comme une ponceuse à ruban. Ce qui caractérise une ponceuse à disque, outre la forme circulaire de son plateau de ponçage, est le fait que ce dernier est couplé directement au moteur, contrairement à une ponceuse excentrique, par exemple.